# مشفهة نيلية
مشفهة نيلية (الاسم العلمي:Chiloglanis niloticus) هي نوع من الأسماك تتبع جنس المشفهة من فصيلة الموشوكيات.